# دادو دولابيلا
كارلوس إدواردو بوكاس دولابيلا فيلهو (بالبرتغالية: Dado Dolabella‏) (ولد في 20 يوليو 1980) والمعروف باسم جيف دولابيلا ، هو ممثل ومغني برازيلي.

## روابط خارجية
- دادو دولابيلا على موقع IMDb (الإنجليزية)
- دادو دولابيلا على موقع ميوزك برينز (الإنجليزية)